# طاعون ژوستینین

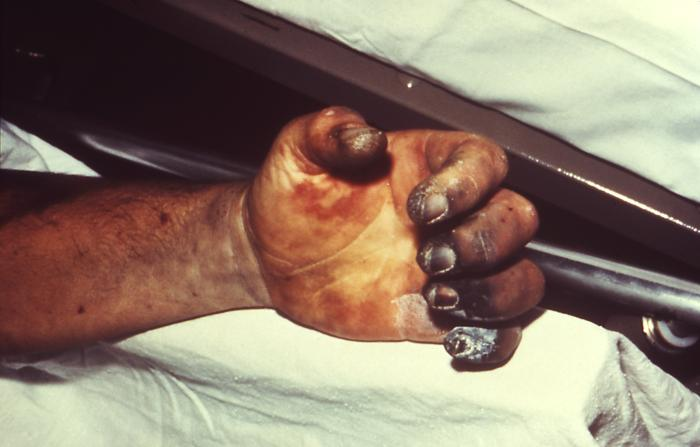
ویژگی شاخص طاعون ژوستینین نکروز دست بود.

طاعون ژوستینین (۵۴۱–۵۴۲ پس از میلاد) یک همه‌گیری جهانی بود که امپراتوری بیزانس و به ویژه پایتخت آن قسطنطنیه و همچنین شاهنشاهی ساسانی و بندرهای سراسر حاشیهٔ دریای مدیترانه را درگیر خود کرد. این طاعون یکی از کشنده‌ترین طاعون‌های تاریخ بود که در حدود دو قرن بروز خود بیش از ۵۰ میلیون نفر ( ۲۶ درصد جمعیت جهان در زمان آغاز آن) را طعمهٔ مرگ کرد. تأثیرات اجتماعی و فرهنگی این طاعون با مرگ سیاه (که ششصد سال بعد اروپا را دستخوش خود کرد) مقایسه می‌شود.
در سال ۲۰۱۳، محققان نشان دادند که دلیل طاعون ژوستینین همان باکتری یرسینیا پستیس بود که باعث طاعون سیاه شد. سویه‌های این باکتری که رابطهٔ نزدیکی با باکتری طاعون ژوستینین دارند در تین شان، رشته‌کوهی در مرز قرقیزستان، قزاقستان و چین یافت شده‌است که این احتمال را که این طاعون از این منطقه نشئت گرفته‌است تقویت می‌کند.
پروکوپیوس، تاریخ‌نویس یونانی، این همه‌گیری را جهانی توصیف می‌کند. این طاعون نام خود را از ژوستینین یکم گرفته‌است که در زمان شیوع آن امپراتور روم شرقی بود. ژوستینین خود به این طاعون مبتلا شد ولی جان سالم به‌در برد.
شیوع این طاعون همزمان بود با جنگ لازی بین روم شرقی و شاهنشاهی ساسانی و باعث شد که سپاهیان خسرو انوشیروان پیشروی خود را متوقف کنند و به خاک ایرانشهر عقب‌نشینی کنند. ژوستینین از این اتفاق بهره برد و به ایرانشهر حمله کرد، ولی این اردوکشی در نهایت شکست خورد.
دگرگونی آب‌وهوایی در سده ششم میلادی و پیدایش عصر یخ‌بندان کوچک، موجب بهینه شدن چرخه زادوولد موش‌ها و پیدایش و گسترش پاندمیک طاعون خیارکی شد که در تاریخ از آن به نام طاعون یوستینیانوس (۴۵۱ – ۵۴۴ میلادی) یاد شده‌است. این نخستین شیوع پاندمیک بیماری طاعون است که در تاریخ نگاشته شده‌است. طاعون یوستینیانوس هر ۹ تا ۱۲ سال بروز می‌کرد و تا فروپاشی امویان به درازا کشید. پیشرفت پرشتاب سپاه ساسانی در نخستین دهه‌های سده هفتم میلادی می‌تواند ناشی از پیامدهای این بیماری در آناتولی و سوریه باشد. در برابر آن همه‌گیری این بیماری در آذربایجان، می‌تواند عامل کوتاهی و فروپاشی ساسانیان از پشتیبانی این استان کلیدی در هنگام یورش غافلگیرانه هراکلیوس باشد. گمان می‌رود موجی قدرتمند از این اپیدمی به همراه سربازان ایرانی به قلمرو ساسانیان وارد شد. تئوفانس از دچار شدن خسرو پرویز به اسهال در هنگام دستگیری به دست شورشیان گزارش می‌دهد و طبری نیز اسهال شدید شهروراز را بیان می‌کند که از مهم‌ترین نشانه‌های این بیماری است. دست‌کم از دو اپیدمی مشخص بیماری طاعون در زمان جانشینان خسرو پرویز آگاه هستیم. نخستین آنها طاعون شیرویه است که نام خود را از قباد دوم گرفته‌است. این طاعون در ۶۲۷ – ۶۲۸ میلادی در تیسفون رخ داد و شیرویه به گمانی در اثر این بیماری در ۶۲۹ میلادی درگذشت. سیوطی نیز از واگیر طاعون یزدگردی، در بین سال‌های ۶۳۴ – ۶۴۲ میلادی گزارش می‌دهد، یعنی زمانی که مهم‌ترین نبردهای دولت ساسانی با سپاه اعراب در قادسیه (۶۳۶ میلادی)، جلولا (۶۳۷ میلادی) و نهاوند (۶۴۲ میلادی) رخ داد.

## منشأ
این بیماری در مصر آغاز شد و در بهار بعد به قسطنطنیه رسید.

## تلفات
این دنیاگیری به کشته شدن روزانه ۱۰٬۰۰۰ نفر (طبق گفته پرووسیوس تاریخ‌نگار بیزانس) در اوج خود و شاید ۴۰٪ از ساکنان شهر شد. طاعون تا کشتن حدود یک چهارم تا نیمی از جمعیت انسانی در سراسر جهان شناخته شده پیش رفت. این امر باعث شد تا جمعیت اروپا بین سال‌های ۵۰ تا ۵۰۰ میلادی در حدود ۵۰ درصد کاهش یابد.